# 家庭广告
自工业革命以来，家庭这一概念逐渐成为一重要形象广泛运用于商业广告中为商家添利。一些社会学家认为这类型的商业广告影响人们的社会行为和社会观念，另一些则认为“家庭”这一概念在广告中的运用只是单纯的反映了社会现实，因此仅具有代表和象征意义。但无论那种说法都得承认，各家庭成员在广告中以不同的方式刻画成不同的形象，而这些形象反映出不同历史时期在传统意义上，各成员在家庭中所扮演的角色。

## 起源
在工业革命开始之前，“家庭”这一概念在广告中的运用便已有迹可循。但是因为直到工业革命之后，广告业才开始蓬勃发展，所以这一迹象才变得普遍起来。 工业革命之前，广告的形式一般都是印有产品内容的宣传单，标志着17世纪和18世纪欧洲地域性商品流通的出现。工业革命之后，广告逐渐转变动辄上百万美元投资的商业活动，以期能够快速地联系和说服世界各地的顾客。 工业革命之后，得益于机器大生产，大规模企业迅速崛起，其产品逐渐构成品牌效应，并且顾客也开始建立对品牌的忠诚度。因此，如何说服客户购买一个品牌的产品而非选择另一个品牌就变成广告中尤其重要的一个部分。广告的目的在于凸显产品和服务的特点，从而在激烈的竞争中赢得消费者的关注。在此期间，不仅广告产业的规模发生了巨大变化，其营销策略也开始整合各类形象并细化目标受众。这种从信息轰炸到循循善诱策略转变，以及对目标受众遍地撒网到精准打击的变化，使得不同种类的符号，象征和形象（包括家庭形象）愈加频繁在广告中出现和应用。  
不同的社会和文化对“家庭”形象运用的成功程度是不同的。由于家庭生活比个人生活更强调集体利益，集体偏好和集体成功，因此集体主义社会比个人主义社会倾向于在广告中使用更多的家庭符号。例如，韩国向来注重集体利益，因此这一概念的使用上所取得的成就要高于更具个人主义倾向的美国。  
在后工业时代，广告业重申现已广泛保有的社会价值观念，比如异性恋倾向和中产阶级观念。忽视了其他的社会价值观念和生活方式。广告业总的来说还是很保守，依然倾向于使用社会普遍接受的形象和概念。在一些国家，例如日本，“家庭”在电视广告中的形象依然固有而且刻板。但是，在过去的十年中，许多广告商逐渐变得更注重准确地反映现实情况，反映各种不同的生活方式和家庭类型。

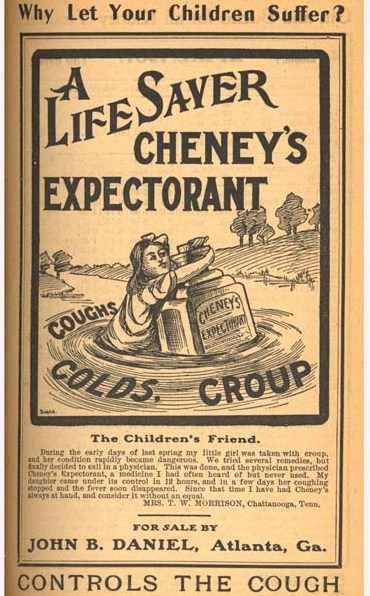
1906年切尼祛痰药广告，其中向消费者提问“为什么让孩子受苦？”

## 功能
“家庭”是一种常用的商业广告符号，通常旨在说服消费者购买某种业务，产品或者服务以赢得市场金证。因此，这种运用是具有其实用意义——既增加了利润，又在客户中建立了良好的声誉。
“家庭”概念的运用在三个层面具有说服力：社交层面，心理层面和个人层面。
社会说服力与一个人在群体中的角色和这一角色承担的相应期望有关，同时还包括相应的参考群体，社会阶层，文化和亚文化。家庭象征之所以具有社会说服力，就是因为它关乎人在家庭中的角色及其承担的相应期望。  
然而，人们不仅会因为外部社会期待自己要扮演好父母，兄弟，姐妹或子女等家庭角色而感到压力。也会因为配偶，兄弟，姐妹或亲子关系中的心理依恋，而产生明显的情感和内在压力，促使我们扮演好自己的家庭角色。这种心理说服在广告中与一个人的动机，态度和个性都有关系。而“家庭”这一概念在心理层面上具有说服力是因为它可以与配偶，兄弟，姐妹或亲子之间的情感依恋联系起来。再比如，母亲买东西的时候，会选择对孩子低刺激，少伤害的产品。不仅经因为其“母亲”的角色和这一身份背负的社会期，还有因为她对孩子的情感依恋。所以广告常会试图激发观众的依恋情绪并在心理上说服消费者。 在心里层面上，家庭会对我们产生重大影响。所以这一层面的说服力也是广告运用“家庭”概念最有效的地方 
个人层面的说服力体现在人的人口特性或消费行为上。因为家庭成员是作为一个整体单位购买某样东西，所以“家庭”概念在广告中的使用在个人层面具有很强的说服力。此外，一个家庭的大部分的消费决定通常由某一家庭成员来做。 如果能够在广告设计中针对这一特定的成员，参考他们在家庭中的扮演的角色以及他们作为决策者负有的责任，收益要比针对成员大得多。举个例子 麦当劳印度分公司就因为在广告中在将自己包装为“麦当劳家庭餐厅”，因而取得了巨大的营销成功。 

### 社会学阐释
商家作广告是为了吸引消费者的注意力，从而说服消费者消费相应的的产品或服务。这也是一种在种族 ， 社会阶层 ， 性别 ，社会价值和家庭等方面发表立场的过程。 商业广告并不仅仅描述这些社会现象，甚至设置了某种行为规范或着说展现了人们应该如何按照社会期待或社会规范行事。 贝尔克和波莱认为“广告不仅向我们展示理想的生活该是什么样子，而且还指导我们如何过上这样理想的生活。”通过针对特定人群提供产品和服务，广告反映了社会规范的改变，而其本身就是驱使这一转变的媒介，形成了社会普遍接受的行为规范。有人认为，家庭形象的运用仅作用于反映当前的文化价值。 但是广告不仅仅是社会规范的变化现实反映，更决定了哪些行为是可以接受的。因此，社会学家提倡大家仔细思考运用了“家庭”概念的广告，不要把这些广告仅仅当作营销信息，更要知道他们是社会行为和社会态度的载体。
广告，尤其是展示家庭的广告，切实反映了从现代社会到后现代社会的过渡。 这种过渡集中体现从以异性恋为主要形态的中产阶级 核心家庭过渡到接受各种的不同家庭类型，这也是对社会多元性和社会规范多样化的接受；从更深层次的角度来说，这也是从大众文化独树一帜向亚文化和多元文化百花齐放的过渡。 文学评论家弗雷德里克·詹姆森 （ Fredric Jameson）说：“广告艺术的盛行……都得益于后现代主义，没有它，这是不可想象的。”  

## 各家庭成员的形象

### 妻子
一般来说，广告反映了当时对于某个性别角色的主流态度。例如，在上世纪二十年代，妻子外出工作养活家庭的比例非常小。 在这一时期广告中就很少出现妻子为了赚钱而工作的形象。相反，这一时期的女性的形象更多的是做家务的家庭主妇。经济困难时期则例外，因为这种时候妻子需要投入劳动力市场以确保家庭的经济状况能够生存，比如上世纪30年代的大萧条 。 此后，随着打理家务在家庭中变得越来越不受重视， 越来越少的广告把女性描绘成仅仅打理家务的主妇了。 

### 丈夫
正如广告中妻子的形象反映了对这一角色的主流态度，丈夫的形象也反映了当时社会对其的主流文化价值观 。 比如，一直以来丈夫都被刻画成在外打拼并支撑家庭的经济。 这种形象在上世纪二三十年代和七十年代间尤为普遍。 另一方面，很少见到丈夫在广告中做家务，即便是做也做得一塌糊涂。 此外，一直有越来越多的广告注重展现夫妻间亲密浪漫的和谐关系。  

### 夫妻

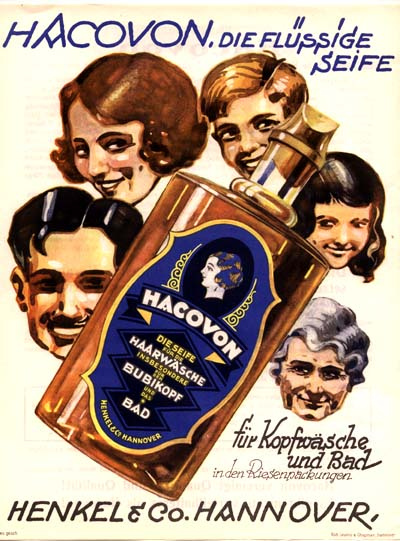
1920年为哈卡文（Hacavon）设计的德国广告

一直以来，母亲的形象向来都是孩子在生理上主要的关爱。这种生理上的关爱表现为诸如母乳喂养和给孩子换尿布之类的事情 。 一些人认为，这与女性生来具有的母性本能有关。 父亲的形象则更多的是与孩子一起玩乐，并且与儿子互动居多。  
正如妻子“家政妇”形象逐渐弱化，母亲“保姆”的形象也越来越少被提及。取而代之的是母亲越来越多的参与到亲子间的娱乐活动当中。 

### 其他家庭成员
和父亲们主要形象一样，家庭里的其他男性的形象，包括儿子，或是男性的孙辈，也大多是常常在休闲活动中出现。 家庭中的年轻女性成员在游戏活动中的形象自然也有，但更多的是出现在与家务和育儿有关的活动中。 此外，祖父母的形象在广告中基本上没有出现过。  
还有一点值得注意，“家庭”的形象取决于特定的情况以及其针对的受众类型。 例如，女性很有可能以单纯的家庭主妇这一形象出现在诸如《 好管家》 之类的女性杂志之中。 

## 更多
- 广告攻势
- 资本主义
- 消费主义
- 商业主义
- 营销主题清单
- 营销学
- 媒体影响
- 表现形式（艺术）
- 广告中的性爱
- 媒体对父母的刻画